# 彭杨
彭杨（1992年1月17日—），四川犍为人，中国女子曲棍球運動員，中国国家女子曲棍球队成員。

## 生平
彭杨是四川省乐山市犍为县定文镇人。2006年7月，彭杨进入犍为一中曲棍球队，开始练习曲棍球，曾協助球隊贏得全国青少年曲棍球锦标赛和四川省青少年曲棍球锦标赛冠军。启蒙教练曾亮認為她的先天条件很好，加上平时认真刻苦训练，所以成绩能直线上升。
2007年12月，15歲的彭杨被招入四川省女子曲棍球队集训，至2009年8月入选中国国家女子曲棍球队青年队并任队长，期間参加亚洲青年锦标赛获第二名，又在2010年获全国青年锦标赛冠军。
2011年1月，彭杨入选中国国家女子曲棍球队。2012年7月入选伦敦奥运会中国曲棍球队，成為乐山市历史上第一位奥运选手。
2016年，彭杨代表中国出戰巴西里约热内卢舉行的奥林匹克运动会女子曲棍球比賽。中国队最終排名小组第五位，无缘八强。